# Licuala fordiana
Licuala fordiana är en enhjärtbladig växtart som beskrevs av Odoardo Beccari. Licuala fordiana ingår i släktet Licuala och familjen Arecaceae. Inga underarter finns listade i Catalogue of Life.